# 697 (číslo)
Šest set devadesát sedm je přirozené číslo. Následuje po čísle šest set devadesát šest a předchází číslu šest set devadesát osm. Římskými číslicemi se zapisuje DCXCVII a řeckými číslicemi χϟζ.

## Matematika
697 je:
- Sedmiúhelníkové číslo
- Poloprvočíslo
- Deficientní číslo
- Složené číslo
- Nešťastné číslo

## Astronomie
- (697) Galilea je planetka hlavního pásu, kterou objevil v roce 1910 Joseph Helffrich

## Roky
- 697
- 697 př. n. l.